# Villa del Totoral
Villa del Totoral é um município da província de Córdova, na Argentina.